# Andira handroana
Andira handroana är en ärtväxtart som beskrevs av Nilza Fischer de Mattos. Andira handroana ingår i släktet Andira och familjen ärtväxter. Inga underarter finns listade i Catalogue of Life.